# Wide Awake
«Wide Awake» —en español: totalmente despierta— es una canción interpretada por la cantante y compositora estadounidense Katy Perry, incluida en la reedición de su segundo álbum de estudio Teenage Dream, de 2012. Perry la compuso con la ayuda de Bonnie McKee, Max Martin, Henry Walter y Dr. Luke, mientras que estos dos últimos la produjeron. Fue escrita especialmente para la película autobiográfica de la intérprete titulada, Katy Perry: Part of Me. El 22 de mayo de 2012, Capitol Records la lanzó como el segundo sencillo de la reedición y el octavo en general del disco.
La pista es una balada poderosa que cuenta en su composición con los géneros musicales de la electrónica y el dance pop. Líricamente habla sobre la realidad de una ruptura amorosa y cómo olvidarla. Obtuvo un buen recibimiento por parte de los críticos musicales, quienes destacaron la producción y maduración de Perry en el tema. Alcanzó el número 1 en varios países, incluyendo Canadá, Nueva Zelanda y Polonia, mientras que debutó en el top 10 de Australia, Escocia, Irlanda, Líbano y Reino Unido.
El rendimiento comercial le otorgó a la intérprete su décimo número uno consecutivo en el Dance/Club Play Songs y el noveno en el Pop Songs, por lo tanto, igualó el récord de Rihanna como la artista con más encabezamientos en dicha lista. Por otro lado, alcanzó el puesto número 2 en el Billboard Hot 100, lo que le sumó otro top 10 en el conteo —once en total, después de los siete sencillos del álbum Teenage Dream y los tres del One of the Boys—. VH1 la nombró como la canción del verano de 2012, lo que convirtió a Perry en la única artista en tener dos temas con dicha calificación consecutivamente, precedido por «Last Friday Night (T.G.I.F.)», en 2011.
El 12 de junio de 2012, Perry publicó un avance del vídeo musical dirigido por Lance Drake. El 18 de junio de ese mismo año, lo público completamente en su cuenta de VEVO en YouTube, dirigido por Tony T. Datis. La historia está basada en un cuento de hadas y relata la aventura de la artista con la compañía de una niña en un mundo fantástico que representa cada uno de los sencillos de la era de Teenage Dream. El video cuando Perry termina de grabar el video musical de su sencillo California Gurls. Ella entra al camerino y se mira al espejo. Ella se adentra en sus pensamientos y se representa como perdida. Se encuentra a una niña por el camino que es ella misma en su infancia. La niña le enseña el cuento de hadas que puede haber detrás de la mente confusa de alguien. Finalmente la niña le da una mariposa a Perry y se va en su bicicleta rosa con el nombre Kathy en la placa trasera. Katy sigue con ese recuerdo porque aún sigue la mariposa. El video termina cuando Katy Perry canta la canción Teenage Dream en el California Dreams Tour.
La cantante interpretó la canción en la ceremonia del Billboard Music Award de 2012. Para la presentación, flotaba sobre el escenario y vestía con una cinta blanca.
En 2013, McKee versionó «Wide Awake» como parte de un popurrí con otros siete sencillos cocompuestos por ella: «Dynamite» de Taio Cruz; «Hold It Against Me» de Britney Spears; «C'Mon» de Kesha; y «California Gurls», «Teenage Dream», «Last Friday Night (T.G.I.F.)» y «Part of Me» de la misma Perry.

## Grabación y portada

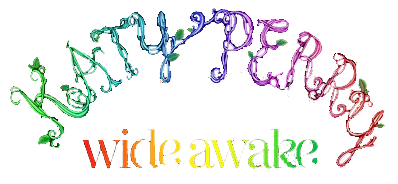
Composición hecha con los créditos originales de la portada del sencillo.

Tras el anuncio de la reedición de Teenage Dream, Perry reveló que lanzaría dos canciones —«Part of Me» y «Dressin' Up»— grabadas para el álbum pero que no encajaron en la temática del disco. Dijo que decidió grabar «Wide Awake» cuando nació la idea de volver a lanzar el álbum. La cantante la escribió en dos días y la presentó a Capitol Records antes de que la rechazaran. Está compuesta para la promoción de su película autobiográfica Katy Perry: Part Of Me. La grabación constó de cuatro días —dos para escribirla y dos para grabarla—. La coescritora, Bonnie McKee, declaró que los fanáticos pueden notar el cambio de estilo musical. También señaló que todos los problemas sobre su relación la inspiraron a componerla.
El 22 de mayo de 2012, publicó la portada del sencillo en su cuenta de Twitter. La ilustración cuenta con una foto de la cantante mostrando su cabeza con el cabello de color morado oscuro y letras multicolor, decoraron su cabellera con una mariposa mientras que el fondo es de color verde. También cuenta con la fecha del lanzamiento de su cinta autobiográfica. Robbie Daw de Idolator.com describió a la intérprete como «una hija de las flores que recibe la fuerza de la naturaleza», pero notó el color de su cabello un poco natural. Un escritor de Popjustice relató que: «Continuando con la racha de portadas terribles para los sencillos de la era de Teenage Dream: The Complete Confection, es una monstruosidad el tipo de letra usada en "Wide Awake"».

## Composición

Está compuesta en la tonalidad de fa mayor.

«Wide Awake» es una balada poderosa con una amplia producción de los géneros de la electrónica y dance pop, comparada con el trabajo de Ryan Tedder y tiene una duración de tres minutos y cuarenta y un segundos. Está compuesta en la tonalidad de fa mayor y está establecida en un compás de 4/4, con un tempo medio de ochenta pulsaciones por minuto. El registro vocal de la intérprete se extiende desde la nota más baja de do4 hasta la más alta de re5 y tiene una progresión armónica de sol menor–Si♭ mayor–fa mayor–do mayor. La producción cuenta con tambores resonantes, sintetizadores haciendo eco, una guitarra acústica y un pequeño zumbido de bajo. Líricamente, habla sobre la realidad de una ruptura amorosa y como debe olvidarse. Según Bill Lamb de About.com, el estribillo contiene «el sonido etéreo de sus anteriores sencillos, "E.T." y "Firework"». Jody Rosen de la revista Rolling Stone lo describió como «monstruoso». Byron Flitsch de MTV dijo que la melodía tranquilizante «resalta las letras introspectivas». Robbie Daw de Idolator.com describió la letra como «universalmente relatable».

## Recepción

### Comentarios de la crítica
«Wide Awake» recibió críticas positivas, muchos destacaron y complementaron el tono grave de la cantante, y la calificaron como un «cambio refrescante» a su música anterior. Lucas Villa de The Bottom Line la elogió como una «joya madura» y también como «un agradable contraste de los diversos sencillos del álbum». Amy Sciarretto de PopCrush felicitó a Perry y escribió que: «Logró perfeccionar el tema sin bandas, gracias a la emoción con la que canta», mientras que le otorgó una puntuación de cuatro y media estrellas de cinco. Un crítico de la revista Rolling Stone la declaró como una pista para cualquier separación agridulce. Andrew Unterberger de Popdust le dio tres estrellas sobre cinco y escribió que «no es su canción más brillante pero habla de como superar las cosas de la mejor manera». Bill Lamb de About.com la clasificó con cuatro estrellas y media de cinco, y afirmó que es una de las canciones pop bien elaboradas del verano de 2012.

### Desempeño comercial

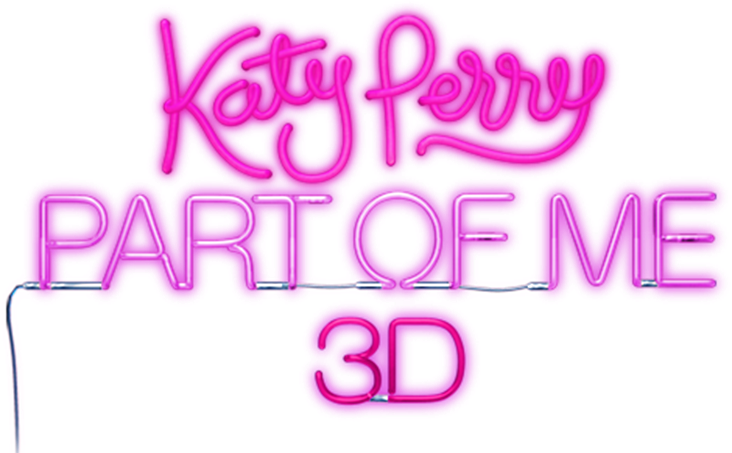
Está compuesta especialmente para la película autobiográfica de la cantante, Katy Perry: Part Of Me.

Tras la reedición de Teenage Dream, «Wide Awake» debutó en la posición diecinueve en el Bubbling Under Hot 100 Singles de Billboard de los Estados Unidos basado únicamente en ventas digitales. Posteriormente, alcanzó el puesto treinta y cinco en el Billboard Hot 100 luego de que la presentara en los premios Billboard Music, por lo tanto la convirtió en el desplazamiento más alto de una canción en esa semana —detrás de «Home» de Phillip Phillips—. En la misma semana, logró entrar en múltiples listas que publica Billboard, obtuvo el número veintinueve en la Pop Songs y la treinta y cinco en la Adult Pop Songs. El 4 de junio de 2012, debutó en el puesto cincuenta en el Dance/Club Play Songs y siguió su rumbo a la posición veinte del conteo Pop Songs, y el 4 de agosto de 2012 alcanzó la cima. El 13 de junio de 2012, el sencillo obtuvo la posición diez en el Billboard Hot 100, ya que vendió 402 000 descargas legales. La semana siguiente, alcanzó el puesto cuatro y al final de julio, consiguió la posición dos en ese conteo, lo que lo hizo el octavo sencillo de Perry en llegar al top 3 de la lista desde «California Gurls». «Call Me Maybe» de Carly Rae Jepsen bloqueó a «Wide Awake» del primer lugar. En la semana del 4 de agosto de 2012, encabezó el Dance/Club Play Songs siendo su décimo número uno consecutivo ahí, desde «Waking Up in Vegas». En el Pop Songs, es su noveno sencillo número uno y empató a Rihanna como la artista con más encabezamientos en dicho conteo. Ha vendido un total de 2 200 000 de descargas legales en el territorio estadounidense.
En Australia, debutó en el número veintiséis en el Australian Singles Chart y alcanzó su máxima posición en el cuarto lugar. En Nueva Zelanda, inició en el puesto treinta y dos y logró el primer lugar el 1 de julio de 2012, por lo que es el séptimo sencillo de Teenage Dream que entró al top 10 y su sexta canción de la era de ese álbum en llegar a la cima. Recording Industry Association of New Zealand (RIANZ) la certificó con un disco de oro. Por otro lado, convirtió a Perry en la artista femenina con más encabezamientos en Nueva Zelanda —ocho en total—, dado que rompió el récord de Mariah Carey, quien contaba con siete. En Canadá, es el octavo sencillo que llega a la cima del Canadian Hot 100. En el Reino Unido, debutó en la posición sesenta y nueve en el UK Singles Chart, debido a las fuertes descargas oficiales en abril de 2012. Luego volvió a entrar en el puesto setenta y cuatro en mayo de 2012, y alcanzó el puesto nueve, gracias a que vendió 24 545 copias en ese país. En Irlanda, debutó en el número treinta y alcanzó el seis. En Polonia alcanzó el primer lugar, mientras que debutó en el top 10 de Australia, Escocia, Líbano y México.

## Promoción

### Vídeo musical

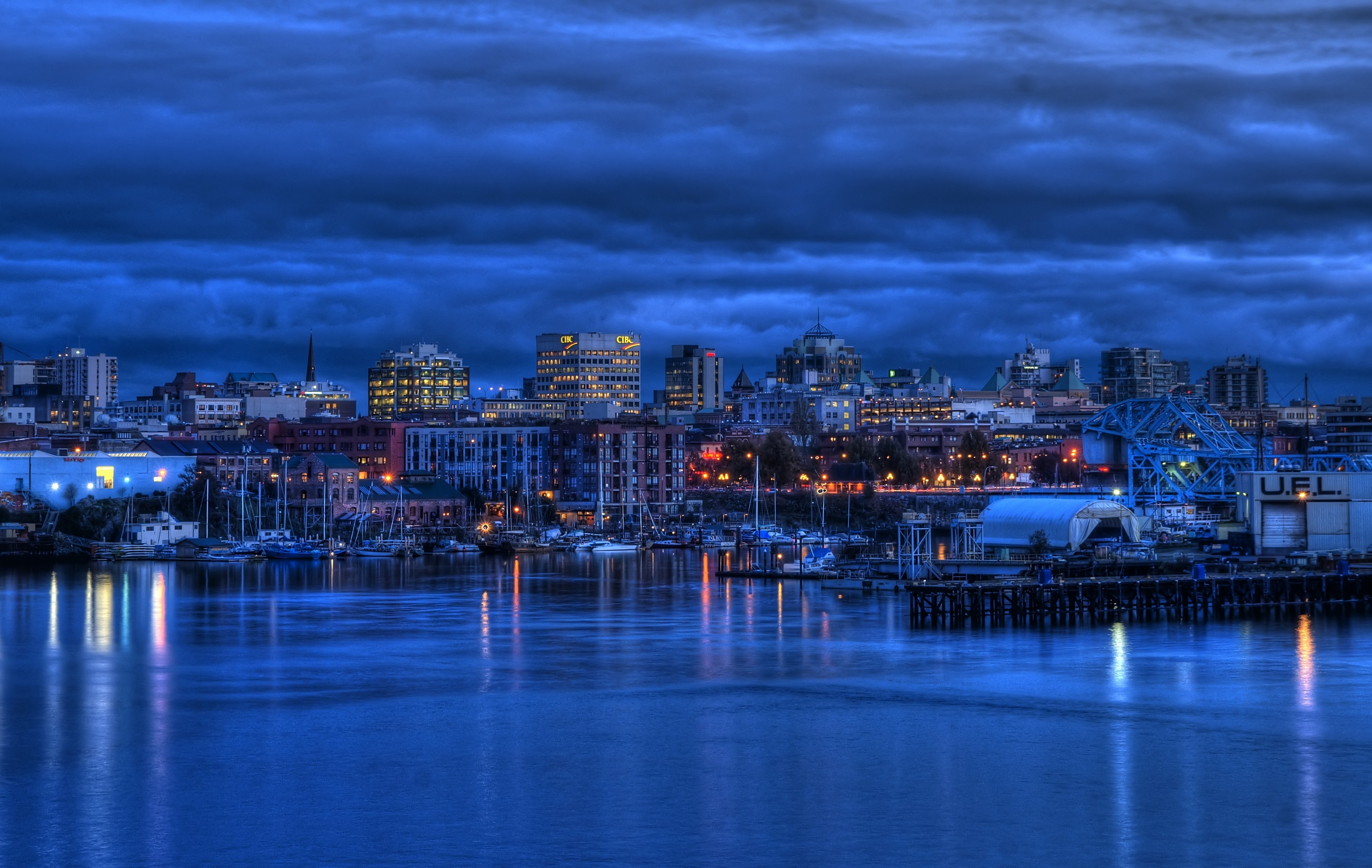
El vídeo musical muestra en su ambiente un tema crepuscular.

En marzo de 2012, Perry declaró durante una entrevista con MTV que: «Sé exactamente como será el vídeo musical, sé exactamente quien lo dirigirá, sé exactamente quien estará a cargo con su dirección artística, de las personas, de la narrativa, y no tenía idea de eso mientras escribía la canción». Tony T. Datis lo dirigió y su filmación comenzó el 30 de abril de 2012, y culminó el 2 de mayo de 2012. Pepsi lo usó para la promoción de la cinta autobiográfica de la cantante, Katy Perry: Part Of Me, como parte de su acuerdo. El 20 de mayo de 2012, Perry estrenó el vídeo con letra mientras la presentaba en los premios Billboard Music. Cuenta con el implemento de Facebook llamado timeline y muestra una serie de publicaciones sobre el lanzamiento de Teenage Dream, sus sencillos —desde «California Gurls» hasta «Part of Me»— y sus respectivas portadas. Recibió críticas positivas y elogiaron la originalidad de la cantante con los vídeos líricos en YouTube. Contessa Gayles de AOL Music comentó que: «es prácticamente un vídeo musical en sí mismo». Jenna Rubenstein de MTV Buzzoworthty declaró que: «es una manera emocional e inteligente de recordar todos sus éxitos, y ofrecerles a sus fanáticos un modo divertido para cerrar la era del disco». El 12 de junio de 2012, Perry estrenó en su canal de VEVO un avance del vídeo musical dirigido por Lance Drake. Este comienza con una chica hojeando un libro el que muestra recuerdos de la era de Teenage Dream, por lo tanto califica a cada uno de los sencillos como un capítulo y «Wide Awake» es el último de todos ellos. También dio a conocer que habrá una historia de cuentos de hadas, con un laberinto gigante, una fresa envenenada, un gato curioso y un príncipe encantador.
El vídeo comienza con Perry grabando la escena final de «California Gurls» y recibe muchos aplausos. Al finalizar, va a su camerino. A continuación, se quita la peluca y la diadema, y mira en el espejo, de repente empiezan a crecer y expandirse raíces por todo el vestuario. La cámara muestra a una Perry diferente, con un vestido de color púrpura oscuro, un manto negro y el pelo del mismo color. Luego decide explorar un laberinto crepuscular con una linterna y muestra una escena de una colina con las nubes oscuras girando a su alrededor, mientras que la cantante se ve comiendo una fresa —una referencia a su primer álbum One of the Boys—, y las paredes cercanas sobre ella comienzan a cerrarse. Perry empuja el laberinto y apunta un fuego artificial desde su pecho hacia el cielo oscuro —una referencia a «Firework»—. En la siguiente escena, la intérprete luce con ojos de extraterrestres ya que las paredes se abren para revelar una niña vestida con un traje cubierto de flores y una cinta rosa en el pelo que tiene ojos idénticos a Perry —una referencia a «E.T.»—. Perry y la niña tienen la sensación de conocerse antes y comparan sus manos, y una luz les rodea por arte de magia —una referencia a «The One That Got Away»—. Después, entran a una sala de espejos, Perry está vestida con un traje de color crema con una campana. Cuando la niña y la cantante llegan al espejo gigante, ven del otro lado unos paparazzi malvados tomando fotos, tratando de captar su caída. La cantante trata de romper el espejo mientras la niña observa como se desmorona el suelo. Perry finalmente lo destruye y sus fragmentos toman forma de mariposas. En la siguiente escena, la joven empuja a Perry en una silla de ruedas, vestida de azul —similar a un enfermo en el hospital—. En el pasillo, dos guardias con cabeza de minotauros bloquean el camino. La niña va enfurecida hacia ellos y le pisa los pies, lo que los elimina del camino y le da fuerzas a Perry para levantarse. Seguido de esto, ambas corren por el pasillo hacia la salida. En la siguiente escena, juntas abren las puertas para revelar otro laberinto colorido. Perry está vestida con un traje de color crema con cadenas de flores y tiene una tiara de mariposas en su pelo. Un gato hecho de hierba mira con curiosidad a las chicas. Un «príncipe encantador» aparece cabalgando un unicornio pero cruza los dedos detrás de su espalda, por lo tanto indica que no es de fiar y la cantante procede a darle un puñetazo tan fuerte que el príncipe vuela a través de la valla —referencia a «Part of Me»—. Finalmente, las chicas encuentran una salida en forma de corazón y ambas vuelven a su forma original. Se abrazan entre sí y la niña le deja a su compañera algo entre sus manos. La joven se identifica ahora como Katheryn por la matrícula de la bicicleta rosa -similar a las bicicletas que usaban las novias en «Hot n Cold»- y la toma para irse a su casa —similar a la de «Last Friday Night (T.G.I.F.)»—. Perry regresa a su camerino con una actitud positiva para dar su concierto titulado, California Dreams Tour. Ella abre su puño y libera una mariposa brillante que vuela lejos de ella. El vídeo finaliza con Perry interpretando «Teenage Dream» en su tour.

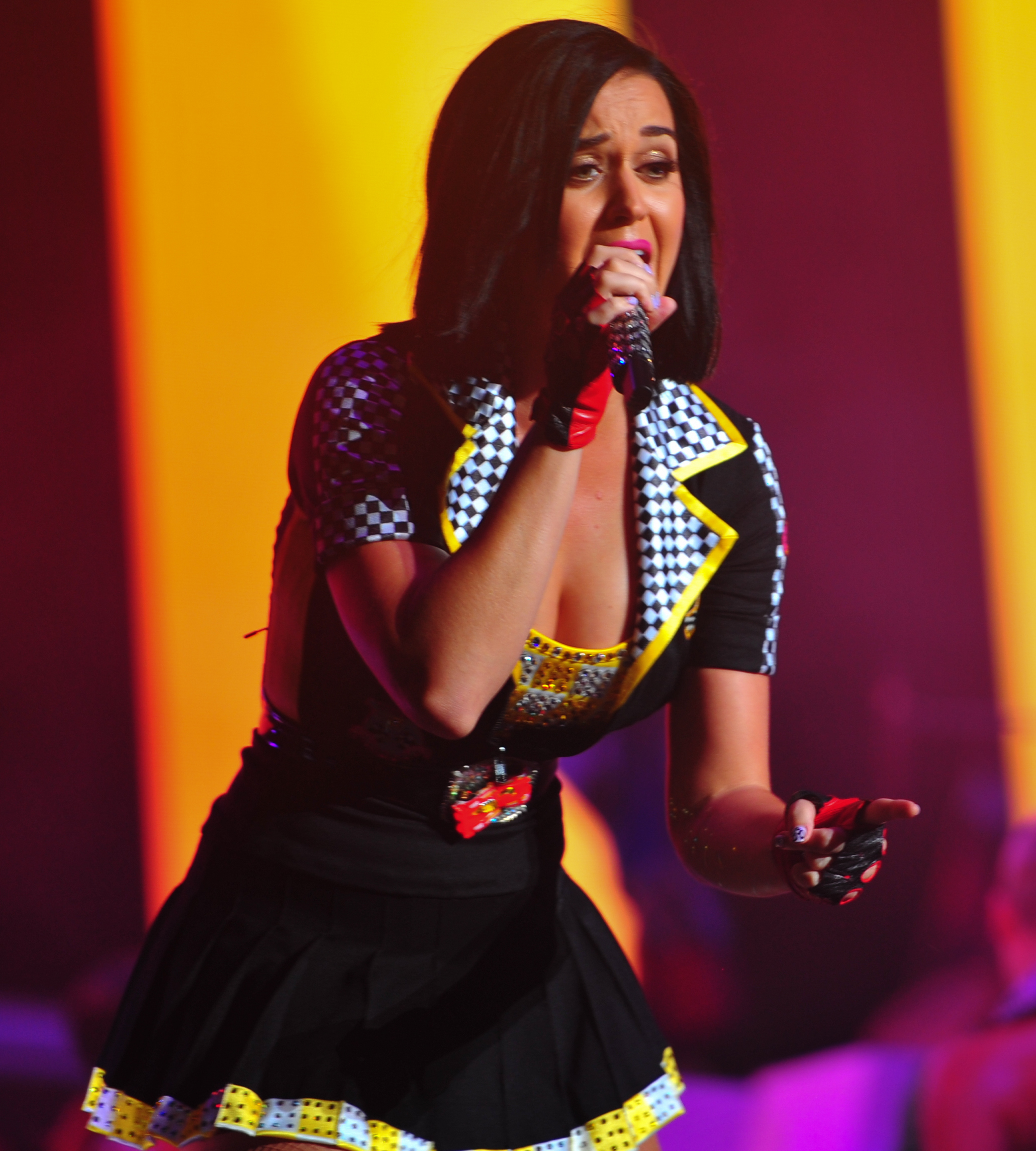
Katy Perry cantando «Wide Awake» en 2012.

Perry declaró en una entrevista que el vídeo musical es un símbolo de su vida, dado que aparecen varias escena de su fama, problemas personales, amorosos y sobre su matrimonio. Recibió críticas positivas, muchos de ellos lo consideraron el mejor trabajo de Perry hasta la fecha. E! Online opinó a través de Twitter que les encantó y a su vez lo compararon con Las aventuras de Alicia en el país de las maravillas. Rolling Stone le dio una crítica positiva, elogió su carácter introspectivo y declaró que: «Si bien el clip me parece familiar, este le da un nuevo giro a toda la vida de Perry, refunde en cada aspecto un tono melancólico». Hollywoodlife lo consideró como inspirador y llamó a la cantante como «un símbolo de fuerza». Entertainment Weekly también acreditó su ambiente visual. El 22 de agosto de 2012, MTV estrenó un «Detrás de cámaras» del vídeo y recibió por su parte tres nominaciones en los MTV Video Music Awards de 2012, en las que incluía: vídeo del año, mejores efectos visuales y mejor dirección de arte, finalmente ganó esta última.
A enero de 2022 el video oficial junto al video de letra y el detrás de las escenas sobrepasan las 978 millones de vistas.

### Interpretaciones en directo y otras versiones
El 20 de mayo de 2012, Perry la presentó por primera vez en los premios Billboard Music, en la que flotaba por el escenario en un columpio cubierto por una cinta blanca, mientras que varios bailarines de fondo realizaban lo mismo con una seda aérea. También la intérpreto en el Capital FM's Summertime Ball, en el que cerró el espectáculo cantando varios de sus éxitos. El 17 de junio de 2012, la cantó en los premios MuchMusic, en el que estaba de pie sobre una plataforma elevada y la mostraba dentro de un capullo, al cantar el estribillo final salieron dos alas de su espalda, mostrando una mariposa. Recibió aplausos de la audiencia y la consideraron como una de las mejores actuaciones de la noche. El 26 de junio de ese mismo año, la interpretó en el Jimmy Kimmel Live! en compañía de otros de sus éxitos como parte del estreno de su película autobiográfica, Katy Perry: Part Of Me. El productor alemán, Rob Danzen, creó una edición clásica/rock de la canción para sus presentaciones especiales. El 25 de julio de 2012, Kelly Clarkson la versionó acústicamente en su concierto Summer Tour, como resultado de la petición de sus fanáticos.

## Posicionamiento en listas

### Semanales
| País              | Lista                     | Mejor posición |      |
| 2012              | 2012                      | 2012           | 2012 |
| ----------------- | ------------------------- | -------------- | ---- |
| Alemania          | German Singles Chart      | 39             |      |
| Australia         | Australian Singles Chart  | 4              |      |
| Austria           | Ö3 Austria Top 75         | 28             |      |
| Bélgica (Flandes) | Ultratop 50               | 25             |      |
| Bélgica (Valonia) | Ultratop 40               | 48             |      |
| Canadá            | Canadian Hot 100          | 1              |      |
| Croacia           | Airplay Radio Chart       | 5              |      |
| Dinamarca         | Tracklisten               | 24             |      |
| Escocia           | Scottish Singles Charts   | 6              |      |
| Eslovaquia        | RADIO TOP100 Oficiálna    | 13             |      |
| España            | Los 40 Principales        | 3              |      |
| Estados Unidos    | Billboard                 | 2              |      |
| Estados Unidos    | Pop Songs                 | 1              |      |
| Estados Unidos    | Radio Songs               | 2              |      |
| Estados Unidos    | Digital Songs             | 1              |      |
| Estados Unidos    | Adult Pop Songs           | 1              |      |
| Estados Unidos    | Dance/Club Play Songs     | 1              |      |
| Francia           | French Singles Chart      | 33             |      |
| Honduras          | Honduras Top 50           | 16             |      |
| Hungría           | Rádiós Top 40             | 5              |      |
| Irlanda           | Irish Singles Chart       | 6              |      |
| Japón             | Japan Hot 100             | 79             |      |
| Líbano            | Lebanese Top 20           | 4              |      |
| México            | Monitor Latino            | 10             |      |
| Nueva Zelanda     | New Zealand Singles Chart | 1              |      |
| Países Bajos      | Dutch Top 40              | 2              |      |
| Polonia           | ZPAV                      | 1              |      |
| Reino Unido       | UK Singles Chart          | 6              |      |
| República Checa   | IFPI                      | 26             |      |
| Suiza             | Swiss Single Chart        | 21             |      |

### Sucesión en lista
| Predecesor: «Whistle» de Flo Rida «Good Time» de Owl City y Carly Rae Jepsen | New Zealand Singles Charts — Sencillo número uno 2 de julio de 2012 — 9 de julio de 2012 16 de julio de 2012 — 23 de julio de 2012 | Sucesor: «Good Time» de Owl City y Carly Rae Jepsen «Some Nights» de fun. |
| Predecesor: «Payphone» de Maroon 5 con Wiz Khalifa                           | Canadian Hot 100 — Sencillo número uno 28 de julio de 2012 — 4 de agosto de 2012                                                   | Sucesor: «Whistle» de Flo Rida                                            |
| Predecesor: «Call Me Maybe» de Carly Rae Jepsen                              | Digital Songs — Sencillo número uno 28 de julio de 2012 — 4 de agosto de 2012                                                      | Sucesor: «Whistle» de Flo Rida                                            |
| Predecesor: «How We Do (Party)» de Rita Ora                                  | Dance/Club Play Songs — Sencillo número uno 4 de agosto de 2012 — 11 de agosto de 2012                                             | Sucesor: «Timebomb» de Kylie Minogue                                      |
| Predecesor: «Payphone» de Maroon 5 con Wiz Khalifa                           | Pop Songs — Sencillo número uno 11 de agosto de 2012 — 25 de agosto de 2012                                                        | Sucesor: «Lights» de Ellie Goulding                                       |

### Certificaciones
| País           | Organismo certificador | Certificación | Ventas certificadas | Simbolización | Ref.    |
| -------------- | ---------------------- | ------------- | ------------------- | ------------- | ------- |
| Australia      | ARIA                   | 6× Platino    | 420 000             | 6▲            | [ 92 ]  |
| Canadá         | Music Canada           | 3× Platino    | 240 000             | 3▲            | [ 93 ]  |
| Dinamarca      | IFPI — Dinamarca       | Oro           | 15 000              | ●             | [ 94 ]  |
| Estados Unidos | RIAA                   | 4× Platino    | 3 300 000           | 4▲            | [ 95 ]  |
| Italia         | FIMI                   | Platino       | 50 000              | ▲             | [ 96 ]  |
| México         | AMPROFON               | Oro           | 30 000              | ●             | [ 97 ]  |
| Nueva Zelanda  | RIANZ                  | Platino       | 15 000              | ▲             | [ 98 ]  |
| Reino Unido    | BPI                    | Oro           | 400 000             | ●             | [ 99 ]  |
| Venezuela      | APFV                   | 3× Platino    | 30 000              | 3▲            | [ 100 ] |

## Premios y nominaciones
«Wide Awake» recibió 7 nominaciones en distintas ceremonias de premiación. Además le valió una precandidatura a los Academy Awards. A continuación, una lista de las candidaturas que obtuvo:
| Año  | Ceremonia de premiación | Premio                                  | Resultado | Ref.    |
| ---- | ----------------------- | --------------------------------------- | --------- | ------- |
| 2012 | Teen Choice Awards      | Mejor canción de ruptura                | Nominado  | [ 101 ] |
| 2012 | MTV Video Music Awards  | Vídeo del año                           | [ 69 ]    |         |
| 2012 | MTV Video Music Awards  | Mejores efectos especiales              | [ 69 ]    |         |
| 2012 | MTV Video Music Awards  | Mejor dirección de arte                 | [ 69 ]    | Ganador |
| 2012 | VH1                     | Canción del verano                      | [ 19 ]    |         |
| 2012 | MTV Europe Music Awards | Mejor vídeo                             | Nominado  | [ 102 ] |
| 2013 | Grammy Awards           | Mejor interpretación vocal pop femenina | [ 103 ]   |         |

## Historial de lanzamientos
| País           | Fecha               | Formato          | Sello           | Ref.    |
| -------------- | ------------------- | ---------------- | --------------- | ------- |
| Estados Unidos | 22 de mayo de 2012  | Radial           | Capitol Records | [ 104 ] |
| Hong Kong      | 21 de junio de 2012 | Descarga digital | Capitol Records | [ 4 ]   |
| Malasia        | 21 de junio de 2012 | Descarga digital | Capitol Records | [ 4 ]   |
| Singapur       | 21 de junio de 2012 | Descarga digital | Capitol Records | [ 4 ]   |
| Tailandia      | 21 de junio de 2012 | Descarga digital | Capitol Records | [ 4 ]   |
| Taiwán         | 21 de junio de 2012 | Descarga digital | Capitol Records | [ 4 ]   |
| Vietnam        | 21 de junio de 2012 | Descarga digital | Capitol Records | [ 4 ]   |
| Filipinas      | 18 de julio de 2012 | Descarga digital | Capitol Records | [ 105 ] |

## Créditos y personal
- Katy Perry: composición y voz.
- Lukasz Gottwald: composición, producción e instrumentos.
- Cirkut: composición, producción e instrumentos.
- Bonnie McKee: composición.
- Max Martin: composición.
- Clint Gibbs: ingeniería de audio.
- John Hanes: ingeniería de audio.
- Serban Ghenea: mezcla.
- Angelo Caputo: asistente.
- Tim Roberts: asistente.
- Phil Seaford: asistente.

Fuente: Discogs y folleto de Teenage Dream: The Complete Confection.